# 마라마 바이루아
마리마 바이뤼아(프랑스어: Marama Vahirua, 1980년 5월 12일 ~ )는 타히티의 전 축구 선수로 과거에 공격수 겸 공격형 미드필더로 활약했고 그의 삼촌인 파스칼 바이뤼아 또한 축구 선수로 활동했으며 경기에서 득점한 이후 타히티를 상징하는 카약의 노를 젓는 골 세리머니를 선보인 것으로 유명했다.
FC 낭트의 유스 아카데미를 거쳐 1998년 프로 무대에 데뷔했으며, 주전과 후보를 오가며 팀의 2000-01 시즌 리그 우승 및 2000-01 시즌 쿠프 드 프랑스 우승 등에 공헌하였다. 또한 UEFA 챔피언스리그 및 UEFA컵에서 몇 차례 인상적인 득점을 선보였으며, 1999-2000 시즌 아스널 FC와의 UEFA컵 경기, 2000-01 시즌 FC 포르투와의 UEFA컵 경기, 2001-02 시즌 PSV 에인트호번과의 UEFA 챔피언스리그 경기에서 골을 넣은 바 있다. 이후 2004년 OGC 니스에 입단해 공격형 미드필더로 뛰었으나, 팀의 감독인 페데리크 안토넬리와의 불화로 인해 2007년 FC 로리앙으로 팀을 옮겼다. 그 뒤 2010년 AS 낭시로 이적했으며, 2011년 AS 모나코 FC 및 2012년 그리스 수페르리가 엘라다의 판트라키코스 FC로 임대되어 활동하였다. 이후 2013년 타히티의 AS 피레 소속이 되어 고향으로 돌아갔으며, AS 테마나바와 AS 드라공을 거친 뒤 2018년 선수 은퇴를 선언하였다.
또한 2001년 레몽 도메네크에 의해 발탁되어 2002년까지 프랑스 U-21 국가대표팀에서 활약했으며, 2013년 에디 에테타가 이끄는 타히티 축구 국가대표팀에 합류해 타히티 국가대표팀의 팀원 중 유일하게 세미프로가 아닌 프로 선수로 등록되었다. 그리고 2013년 FIFA 컨페더레이션스컵에 참가해 나이지리아와의 경기에서 조나탕 테아우의 골을 어시스트하며 대표팀이 대회에서 기록한 유일한 득점을 만들었으며, 대회 종료 이후 국가대표팀 은퇴를 선언했다가 2018년 누벨칼레도니와의 친선경기에 잠시 복귀하였다.
이외에 2005년 오세아니아 올해의 축구 선수로 선정되어 크리스티앙 카랑뵈 이후 2번째로 오스트레일리아 및 뉴질랜드가 아닌 다른 국적의 선수가 수상을 한 사례가 되었다.
그리고 2013년부터 2014년까지 타히티 축구 협회의 기술 이사로 활동하기도 했으며, 은퇴 이후인 2018년부터 AS 드라공의 회장을 역임하였다.